# (19251) Totziens
(19251) Totziens (1994 RY1) – planetoida z pasa głównego asteroid okrążająca Słońce w ciągu 4,27 lat w średniej odległości 2,63 j.a. Odkryta 3 września 1994 roku.